# Viktor Knorre
| Odkryte planetoidy: 4 | Odkryte planetoidy: 4 |
| --------------------- | --------------------- |
| (158) Koronis         | 4 stycznia 1876       |
| (215) Oenone          | 7 kwietnia 1880       |
| (238) Hypatia         | 1 lipca 1884          |
| (271) Penthesilea     | 13 października 1887  |

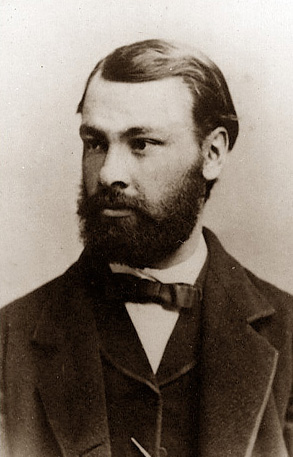
Victor Knorre (około 1870)

Viktor Knorre (ur. 4 października 1840, zm. 25 sierpnia 1919) – rosyjski astronom pochodzenia niemieckiego. 

## Życiorys
Był synem Karla Friedricha Knorrego. Pracował w obserwatoriach w Mikołajowie, Pułkowie i Berlinie. Odkrył 4 planetoidy.
Na cześć trzech astronomów z rodziny Knorre została nazwana planetoida (14339) Knorre.